# Piedad Moscoso
María Piedade Moscoso Serrano (Sígsig, 1932 - Bacia, 13 de novembro de 2010) foi uma educadora, médica e militante feminista equatoriana. É lembrada como pioneira da luta pelos direitos das mulheres na província de Azuay.

## Biografia
Nasceu no Cantón Sígsig, da província de Azuay. Passou sua infância e etapa escoar na escola María Mazzarello, centro gerido por freiras salesianas. Posteriormente realizou sua formação secundária no Colégio Rosa de Jesús Cordeiro, onde as tradicionais Catalinas - freiras dominicnas - tinham uma linha de trabalho educativo a favor de uma visão crítica aberta e sensível às necessidades dos pobres.
Realizou seus estudos superiores na Faculdade de Medicina da Universidade de Bacia, onde se graduó em 1956 como a primeira mulher azuaya em obter o título de doutora em dita universidade. Durante a época universitária, Moscoso uniu-se aos movimentos de protesto de estudantes relativos às reformas curriculares e a ideia de uma universidade vital unida às necessidades do povo e as sensibilidades humanas. Já então foi uma figura notável que recebeu a condecoración do presidente da FEUE e excontrolador da nação Alfredo Corral Borrero, em reconhecimento a seus méritos de luta. Ademais, as mulheres universitárias agrupadas na Associação Feminina Universitária (AFU) também lhe reconcieron sua valia pela sensibilidade humana e seu compromisso radical.
Em seus anos de juventude esteve relacionada com personalidades de esquerda da época, alojando em sua casa ao Che Guevara durante sua passagem por Equador para México, e voltando-se próxima a Nela Martínez, Manuel Agustín Aguirre, entre outros. Piedade Moscoso sentia-se orgulhosa de ser anarquista e sempre defendeu a liberdade de organização e a liberdade de pensamento.
Na década dos cincuneta, trabalhou como professora em vários colégios do Azuay, entre eles o Manuela Garaicoa, o Manuel J. Rua e o Camponês Javeriano. Segundo relatou a socióloga Cecilia Méndez Mora, "Piedade Moscoso Serrano converteu o campo educativo e assumiu para sua vida a prática criadora de abrir consciência crítica em todos e todas as que tiveram oportunidade de ser seus alunos e alunas. A Dra. Piedade transmitia no sala a força comunicativa de suas convencimientos, assentados em fortes valores humanitários", e continua com "Piedade rompeu as velhas formas, tradicionais e arcaicas, carregadas de normas a cumprir, da educação, e num campo tão difícil como a biologia, conhecimentos que ela dava, lhe imprimiu a inovação necessária para captar o interesse e a curiosidade que se levantava como elemento mágico entre as estudantes da época, para questionar uma educação ancorada no passado".
Ao longo de sua vida foi defensora dos direitos humanos e esteve envolvida em várias causas sociais. Foi uma ativista nas lutas pelos direitos no trabalho, contra as ditaduras militares e contra a repressão social do governo de Leão Febres-Cordeiro Ribadeneyra e sobretudo na defesa dos direitos das mulheres.
Em 1975 fundou o movimento Oito de março, considerado como a primeira organização feminista de Azuay, na luta pelos direitos das mulheres. Dois anos depois, em 1977, fundou a Frente Ampla de Mulheres, uma organização política nacional que aglutinou a mulheres progressistas de esquerda. Também impulsionou como sócia fundadora a formação da Rede de Mulheres do Azuay e o Cabildo pelas Mulheres.
Faleceu o 13 de novembro de 2010. Anos depois seus restos foram transladados ao parque de personagens ilustres do Cemitério Patrimonial de Bacia. Seu lápida leva inscrita a frase "Símbolo de compromisso e luta pela equidade e a justiça social" e repousa junto à da política socialista Guadalupe Larriva.

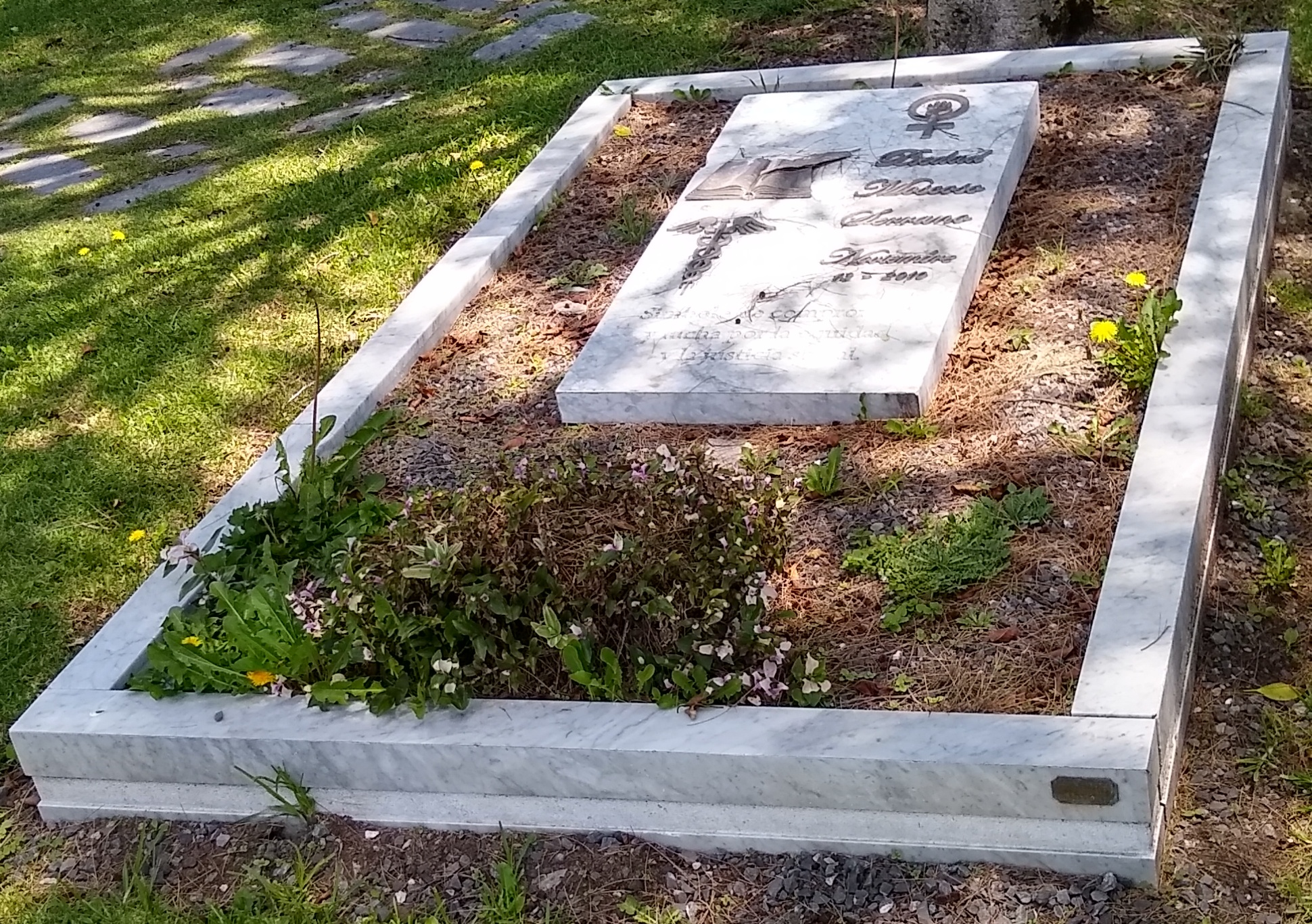
Tumba no Cemitério Patrimonial de Bacia

## Prêmios  e reconhecimentos
Foi reconhecida em vida, em 2005, com o prêmio Mary Corylé, por seu pensamento e valente contribuição às reivindicações femininas de Bacia.
Em outubro de 2014 foi declarada postumamente Mulher Ilustre pelo Concejo Cantonal de Bacia por sua luta pelos direitos das mulheres.
Em 2016 recebeu de forma póstuma por parte da Assembleia Nacional de Equador o Prêmio Matilde Hidalgo que leva o nome de outra equatoriana ilustre, poeta, médica, sufragista e defensora dos direitos das mulheres.